# Watcher (serie de televisión)
Watcher (hangul: 왓쳐; RR: Watcheo), es una serie de televisión surcoreana emitida del 6 de julio del 2019 hasta el 25 de agosto del 2019 a través de OCN. La serie es un thriller psicológico que profundiza en la realidad del poder.

## Historia
La serie sigue la historia de tres personas que se unen a una unidad especial de investigación policial anticorrupción después de que sus vidas sean destrozadas por un evento dramático.
Chi-kwang es un frío pero astuto detective que ha capturado a muchos criminales durante su carrera. Odia la corrupción dentro de la policía y se convierte en líder del equipo de investigación de asuntos internos para encontrar la verdad sobre el evento donde termina involucrado.
Mientras que Yeong-goon, es un oficial de policía que se une al equipo de Chi-kwang, después de que termina involucrado en el mismo incidente.
Finalmente Tae-joo, es una popular exfiscal que se convierte en abogada después de que se involucrara demasiado mientras trabajaba en dicho caso y casi muere. Pronto comienza a trabajar con Chi-kwang y Yeong-goon, para descubrir la verdad y traer a la justicia a los culpables.
Alrededor de ellos están, Jang Hae-ryong, el Jefe del Departamento de Investigación de la Policía que a menudo está en conflicto con Chi-kwang, y Jo Soo-yeon una mujer con una maestría en química que pronto ingresa al departamento de la policía como una especialista especialmente seleccionada para formar parte del Equipo de Investigación Científica, sin embargo después de cometer un error que ocasiona que liberen al verdadero sospechoso de un crimen e incapaz de manejar la fuerte presión, solicita ser transferida al Equipo de Investigación de asuntos internos de Chi-kwang.

## Reparto

### Personajes principales[7][8]
| Actor                      | Personaje      | Ocupación                                                                    | N.º de episodios | Duración |
| -------------------------- | -------------- | ---------------------------------------------------------------------------- | ---------------- | -------- |
| Han Suk-kyu                | Do Chi-kwang   | Detective / Líder del Equipo de Investigación de Asuntos Internos            | 16               | 2019     |
| Kim Hyun-joo               | Han Tae-joo    | Abogada / exfiscal                                                           | 16               | 2019     |
| Seo Kang-joon Moon Woo-jin | Kim Young-goon | Oficial de Policía / Miembro del Equipo de Investigación de Asuntos Internos | 16               | 2019     |

### Personajes recurrentes
| Actor          | Personaje      | Ocupación                                                            | N.º de episodios | Duración |
| -------------- | -------------- | -------------------------------------------------------------------- | ---------------- | -------- |
| Heo Sung-tae   | Jang Hae-ryong | Jefe del Departamento de Investigación de la Policía                 | -                | 2019     |
| Park Joo-hee   | Jo Soo-yeon    | Miembro del Equipo de Investigación de Asuntos Internos - científica | -                | 2019     |
| Lee Jae-yoon   | Kim Kang-wook  | -                                                                    | -                | 2019     |
| Joo Jin-mo     | Park Jin-woo   | -                                                                    | -                | 2019     |
| Kim Soo-jin    | Yeom Dong-sook | Comisionada de la Fuerza Policial                                    | -                | 2019     |
| Ahn Kil-kang   | Kim Jae-myung  | Padre de Kim Young-goon                                              | -                | 2019     |
| Jung Do-won    | Hong Jae-shik  | -                                                                    | -                | 2019     |
| Woo Jung-won   | Park Ji-hyun   | -                                                                    | -                | 2019     |
| Chae Dong-hyun | Lee Dong-yoon  | -                                                                    | -                | 2019     |
| Park Hoon      | Yoon Ji-hoon   | Esposo de Han Tae-joo                                                | -                | 2019     |
| Kim Dae-gun    | Chan-hee       | Detective                                                            | -                | 2019     |

### Apariciones invitadas
| Actor       | Personaje    | Ocupación | N.º de episodios | Duración |
| ----------- | ------------ | --------- | ---------------- | -------- |
| Kim Yong-ji | Lee Hyo-jung | -         | 3-4              | 2019     |

## Episodios
La serie está conformada por 16 episodios, los cuales son emitidos todos los sábados y domingos a las 22:20 (KST).

### Raitings
Los números en azul representan las calificaciones más altas, mientras que los números en rojo representan las calificaciones más bajas.
| Episodio | Fecha de Emisión     | Promedio de Audiencia Compartida | Promedio de Audiencia Compartida | Promedio de Audiencia Compartida |
| Episodio | Fecha de Emisión     | AGB Nielsen                      | AGB Nielsen                      |                                  |
| Episodio | Fecha de Emisión     | Escala Nacional                  | Seúl                             |                                  |
| -------- | -------------------- | -------------------------------- | -------------------------------- | -------------------------------- |
| 1        | 6 de julio de 2019   | 2.993 %                          | 3.576 %                          |                                  |
| 2        | 7 de julio de 2019   | 4.493 %                          | 5.306 %                          |                                  |
| 3        | 13 de julio de 2019  | 3.665 %                          | 4.130 %                          |                                  |
| 4        | 14 de julio de 2019  | 4.549 %                          | 5.223 %                          |                                  |
| 5        | 20 de julio de 2019  | 3.646 %                          | 4.071 %                          |                                  |
| 6        | 21 de julio de 2019  | 5.405 %                          | 6.198 %                          |                                  |
| 7        | 27 de julio de 2019  | 3.738 %                          | 4.336 %                          |                                  |
| 8        | 28 de julio de 2019  | 5.066 %                          | 5.687 %                          |                                  |
| 9        | 3 de agosto de 2019  | 3.348 %                          | 3.895 %                          |                                  |
| 10       | 4 de agosto de 2019  | 5.076 %                          | 6.044 %                          |                                  |
| 11       | 10 de agosto de 2019 | 3.477 %                          | 3.797 %                          |                                  |
| 12       | 11 de agosto de 2019 | 6.094 %                          | 6.567 %                          |                                  |
| 13       | 17 de agosto de 2019 | 4.156 %                          | 4.367 %                          |                                  |
| 14       | 18 de agosto de 2019 | 5.520 %                          | 6.029 %                          |                                  |
| 15       | 24 de agosto de 2019 | 4.960 %                          | 5.346 %                          |                                  |
| 16       | 25 de agosto de 2019 | 6.585 %                          | 7.198 %                          |                                  |
| Total    | Total                | 4.548 %                          | 5.111 %                          |                                  |

## Música
La banda sonora de la serie estuvo conformada por cuatro canciones:

### Parte 1
| No. | Artista | Canción           | Escritores                   | Música                 | Duración |
| --- | ------- | ----------------- | ---------------------------- | ---------------------- | -------- |
| 1   | Ha Jin  | "Horizon"         | Choi Jeong-in y Kim Tae-sung | Choi Jeong-in y POPKID | 3:10     |
| 2   |         | "Horizon" (Inst.) | -                            | -                      | 3:10     |

### Parte 2
| No. | Artista | Canción           | Escritores | Música                          | Duración |
| --- | ------- | ----------------- | ---------- | ------------------------------- | -------- |
| 1   | nafla   | "Watchin"         | nafla      | Kim Tae-sung, Curtis F y Nathan | 3:15     |
| 2   |         | "Watchin" (Inst.) | -          | -                               | 3:15     |

### Parte 3
| No. | Artista | Canción          | Escritores    | Música                              | Duración |
| --- | ------- | ---------------- | ------------- | ----------------------------------- | -------- |
| 1   | Elli K  | "Blurry"         | Naiv y Jayins | Park Geun-cheol, Jung Su-min y RUNY | 3:18     |
| 2   |         | "Blurry" (Inst.) | -             | -                                   | 3:18     |

### Parte 4
| N.º | Artista        | Canción                 | Escritores | Música        | Duración |
| --- | -------------- | ----------------------- | ---------- | ------------- | -------- |
| 1   | Lee Seung-yeol | "Outsider" (아웃사이더) | Ha Mel-li  | Lee Sang-hoon | 4:01     |
| 2   |                | "Outsider" (Inst.)      | -          | -             | 4:01     |

## Producción
La serie fue creada por Studio Dragon, quien también fungió como la compañía productora.
Fue dirigida por Ahn Gil-ho, quien contó con el guionista Han Sang-woon, mientras que la producción ejecutiva estuvo en manos de Jinnie Choi y Kim Young-kyu.
La primera lectura del guion fue realizada en junio del 2019.